# Igreja Católica na Bulgária
A Igreja Católica na Bulgária faz parte da Igreja Católica universal, sob a liderança espiritual do Papa e da Santa Sé. É a quarta maior congregação religiosa do país, depois da Igreja Ortodoxa, do islã e do protestantismo. Tem raízes no território búlgaro desde a Idade Média.

## Localização e números

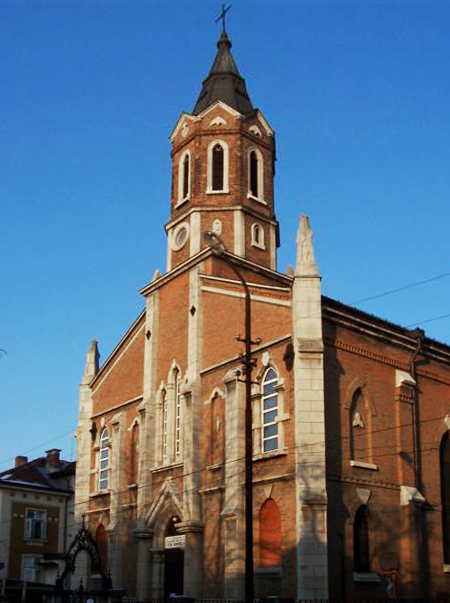
Catedral de São Paulo da Cruz, em Ruse.

No censo de 2011, um total de 48.945 pessoas se declararam católicas romanas, número maior que os 43.811 católicos do censo de 2001, porém menor que os 53.074 de 1992. A grande maioria dos católicos na Bulgária em 2001 eram búlgaros étnicos e o resto pertencia a vários outros grupos.
Os católicos búlgaros vivem predominantemente nas regiões de Svistov e Plovdiv e são na sua maioria descendentes da seita cristã herética do paulicianismo, que se converteram ao catolicismo romano durante os séculos XVI e XVII. A maior cidade católica romana  é Rakovski, na Província de Plovdiv. Os católicos búlgaros étnicos são conhecidos como búlgaros do Banato e também habitam a Europa Central uma região do Banato. Seu número é extraoficialmente estimado em cerca de 12.000 pessoas, embora os censos da Romênia tenham contabilizado somente 6.500 búlgaros banatos na região romena.
Os católicos búlgaros são descendentes de três grupos. Os primeiros foram os paulicianos convertidos, seguidos por pessoas da região de Plovdiv são o maior grupo, enquanto que o terceiro grupo (e o mais limitado) é formado por recentes conversões de ortodoxos ao catolicismo.

## História

### Império búlgaro

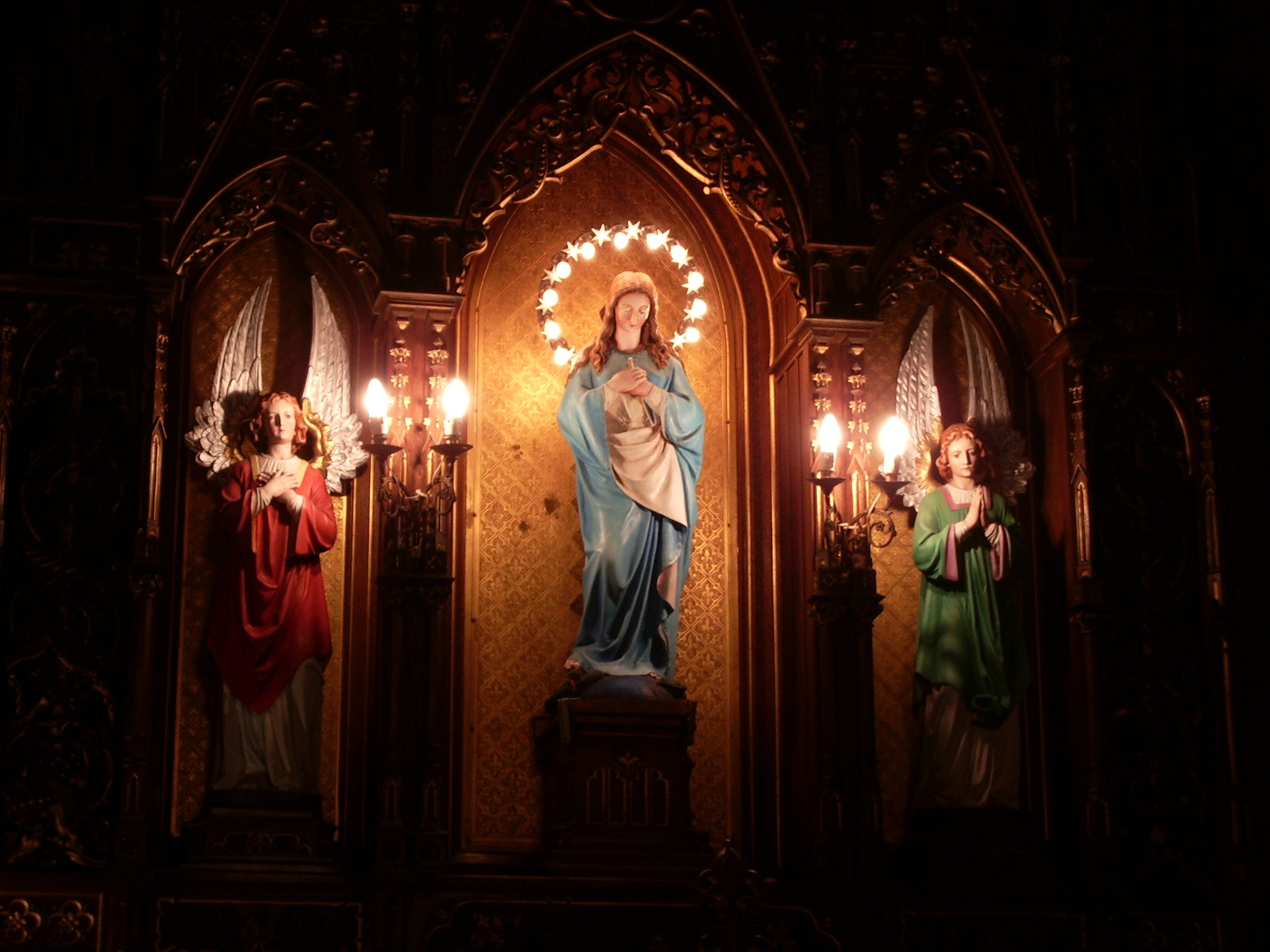
O interior da igreja de São Paulo da Cruz em Ruse

Os missionários católicos tentaram primeiramente converter os búlgaros durante o reinado do czar Boris I em meados do século IX. Eles não tiveram êxito, e Boris levou os búlgaros à conversão para o cristianismo oriental. Em 1204, o czar Joanitzes (1197-1207) formou uma união de curta duração entre a Igreja Católica e a Igreja Ortodoxa Búlgara como uma tática política para equilibrar o poder religioso do Império Bizantino. A união terminou quando o imperador latino de Constantinopla, Balduíno I declarou  a guerra contra a Bulgária em 1205. A Igreja Católica não teve influência no Império Búlgaro após essa data, e o Patriarcado Búlgaro foi restabelecido em 1235.

### Regra otomana
Os missionários católicos despertaram novamente seu interesse pela Bulgária durante o século XVI, após o Concílio de Trento, quando foram auxiliados por comerciantes de Dubrovnik no Mar Adriático. No século seguinte, os missionários do Vaticano converteram a maioria dos paulicianos, o restante de uma seita cristã hereditária, antes numerosa. Muitos acreditavam que a conversão traria ajuda da Europa Ocidental na libertação da Bulgária do Império Otomano. Em 1700, no entanto, os otomanos começaram a perseguir os católicos a fim de evitar que seus cidadãos ortodoxos se convertessem.

### Bulgária independente
Depois que a Bulgária tornou-se independente, a Igreja Católica novamente tentou aumentar sua influência abrindo escolas, faculdades e hospitais em todo o país e oferecendo bolsas de estudo para estudantes que desejassem estudar no exterior. O knyaz Fernando I era católico e apoiou o Vaticano nesses esforços. O núncio papal Angelo Roncalli, que mais tarde se tornou Papa João XXIII, desempenhou um papel de liderança no estabelecimento de instituições católicas na Bulgária e no estabelecimento de relações diplomáticas entre a Bulgária e a Santa Sé em 1925.

### Bulgária comunista
A era comunista foi um momento de grande perseguição para os católicos, especialmente porque o catolicismo era considerado a religião do fascismo. Os comunistas búlgaros também consideravam o catolicismo uma influência estrangeira. Sob os regimes comunistas, os sacerdotes católicos foram encarregados de seguir as ordens do Vaticano para realizar atividades antissocialistas e ajudar os partidos da oposição. Em 1949, os padres estrangeiros estavam proibidos de pregar na Bulgária, e o núncio papal estava proibido de voltar para a Bulgária. As relações entre o Vaticano e a Bulgária foram cortadas naquele momento. Durante os "julgamentos católicos" de 1951-52, sessenta sacerdotes foram condenados por trabalhar para agências de inteligência ocidentais e coletar informações políticas, econômicas e militares para o Ocidente. Quatro sacerdotes foram executados com base nessas acusações. No início da década de 1950, as propriedades das paróquias católicas foram confiscadas, todas as escolas católicas, colégios e clubes foram fechados e a Igreja Católica foi privada do seu estatuto jurídico. Somente a tolerância oficial nominal ao culto católico permaneceu.

### Democracia
Tal como os praticantes das outras religiões, os católicos da Bulgária gozaram de maior liberdade religiosa após a queda do regime de  Jivkov em 1989. A Bulgária restabeleceu as relações com o Vaticano em 1990 e o governo búlgaro convidou o Papa João Paulo II para visitar o país. A visita foi realizada de 23 a 26 de maio de 2002 e foi a primeira visita de um papa atuante ao país.

## Organização territorial

### Igreja latina
A Bulgária não tem uma província eclesiástica para os católicos do rito romano, nem sufragâneas de um país vizinho, mas apenas duas dioceses diretamente sujeitas à Santa Sé:
- Diocese de Sófia-Plovdiv, com a catedral localizada em Plovdiv e a cocatedral em Sófia
- Diocese de Nicopol, com a catedral em Ruse.

### Igreja Católica Bizantina Búlgara
Além da Igreja latina, há também a Igreja Católica Búlgara (igreja sui iuris) para católicos búlgaros do [rito bizantino]], que seguem tradições eclesiásticas búlgaras e usam Língua búlgara. Foi criada em 1926, e se encontra em plena comunhão com a Santa Sé.
Consiste em um único exarcado apostólico, que é imediatamente sujeito à Santa Sé:
- Exarcado apostólico de Sófia, com sua catedral em Sófia.